# Volgogradský traktorový závod
Volgogradský traktorový závod (rusky Волгоградский тракторный завод), do roku 1961 Stalingradský traktorový závod F. E. Dzeržinského, je továrna těžkého průmyslu ve Volgogradě (dřívějším Stalingradě) v Rusku.
Továrna byla postavena v Sovětském svazu během první pětiletky na konci dvacátých let 20. století podle plánů americké společnosti Alberta Kahna, architekta pracujícího pro Henryho Forda. Rovněž materiál na stavbu a vybavení byly dodány z USA a dopraveny po moři a Volze. Celá zakázka byla domluvena prostřednictvím sovětského obchodního zástupce Saula Brona.
Továrna vyráběla traktory a další zemědělské stroje, které se významnou měrou podílely na mechanizaci sovětského zemědělství. Vedle toho se zde vyráběla i vojenská technika. Již počátkem třicátých let to byl lehký tank T-26 navržený podle britského vzoru.
Během druhé světové války se továrna orientovala na vojenskou techniku, mimo jiné na výrobu tanků T-34. Během německého útoku na Stalingrad, který začal koncem léta 1942, se tento závod stal jedním z hlavních německých cílů. Po vítězství Rudé armády byla zničená továrna opravena a obnovena výroba.
Po rozpadu Sovětského svazu byla továrna privatizována, podnik rozdělen na více subjektů. Dnes je produkce ve srovnání se sovětskou érou omezená a využívá se pro ni jen část původního průmyslového areálu.

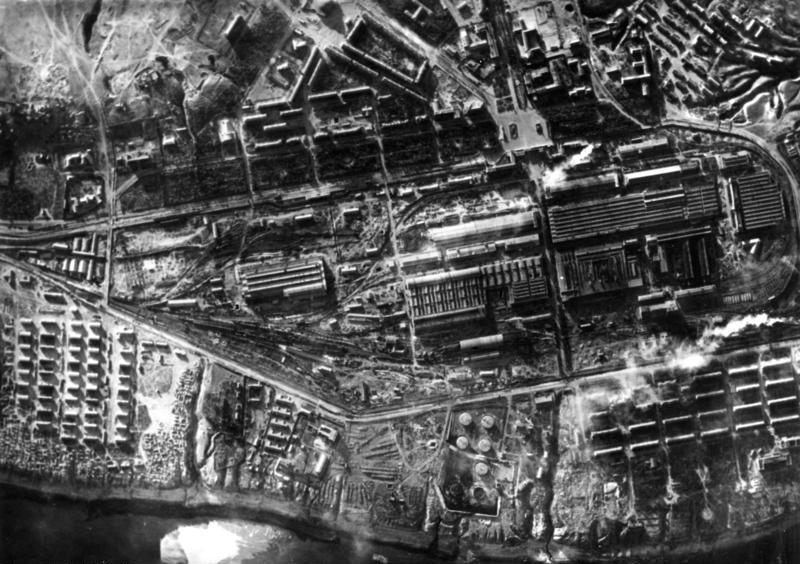
Letecký snímek závodu pořízený Luftwaffe během bitvy o Stalingrad